# Грецька площа (Маріуполь)
Грецька площа — майдан, що виконує роль офіційного адміністративного центру міста Маріуполь та Центрального району.

## Опис

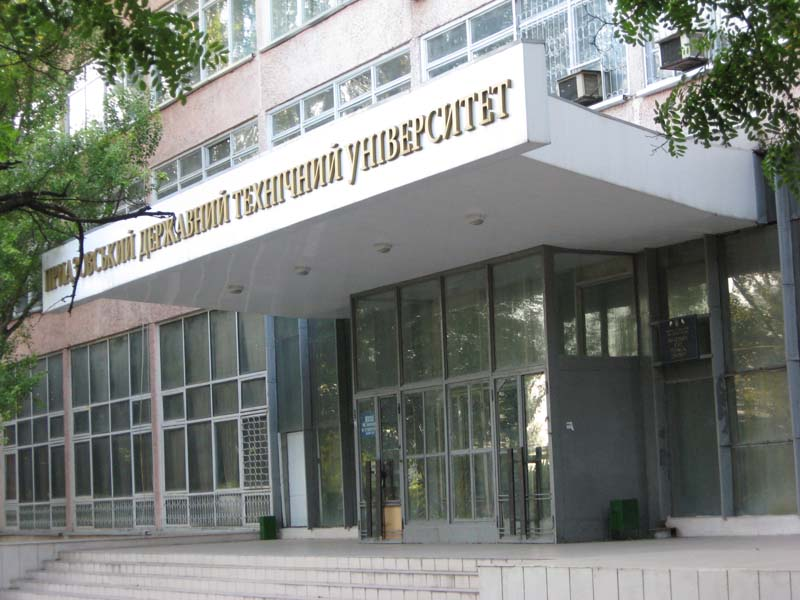
Приазовський державний технічний університет, третій корпус.

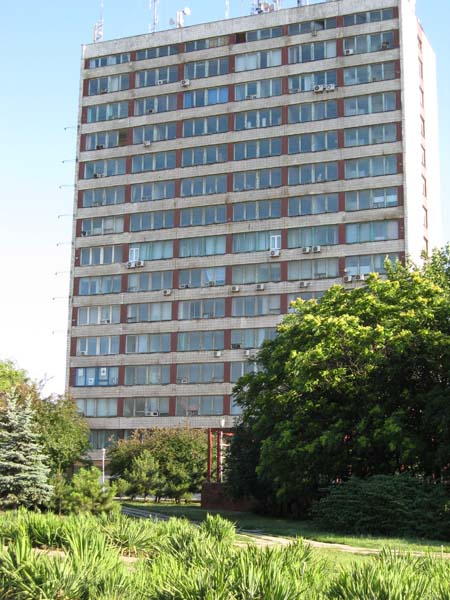
Азовгіпромез, Маріуполь.

Чотирикутна, з розташованим на ній сквером та монументом на честь художника Архипа Куїнджі. Південний край площі займає блок міськвиконкому. За міськвиконкомом — головний вхід до Приазовського державного технічного університету.

Східний кордон площі — проспект Металургів і Будинок весіль. Західний кордон прощі — вулиця Казанцева. Північний кордон площі — житлова забудова з дорогими магазинами першого поверху.
Далі — Будинок зв'язку. Торець Будинку зв'язку повернутий до Грецької площі і прикрашений монументальною мозаїкою, створеною за проектом українського художника-емігранта, котрий повернувся до Маріуполя. Ним був співпрацівник мексиканського художника — мураліста Дієго Рівера — Арнаутов Віктор Михайлович (1896—1979). Мозаїка розробляє тему дослідження космічного простору.
Перехід по вулиці Казанцева пов'язує площу з Центральним ринком.
До 2017 року мала назву Адміністративна площа.